# Jegulja (glasbena skupina)
Jegulja je instrumentalni progresivni stoner-metalski rock trio, baziran v Ljubljani. Skupina je bila ustanovljena leta 2013 in je do sedaj posnela demo in dva studijska albuma.

## Zgodovina
Jegulja je nastala leta 2013, ko so se skupaj zbrali kitarista Jan Kozlevčar-Kozel (bivši član Carnaval) in Jure Gašper-Jurc (igral kitaro v Uroš) ter bobnar Rok Večerin-Wuko (bivši član Dawn patrol in Lene kosti). Stalna člana sta Jure Gašper in Jan Kozlevčar, za bobni pa se je po več menjavah ustalil trenutno šesti bobnar benda Jure Kolšek. Jegulja je v 2020 izdala svoj drugi album Exit Sandman, prvi album Darkest Light, izdan leta 2017, pa je bil takrat na portalu 24ur.com izbran za slovenski naj album leta. Jegulja ima za sabo več kot dvesto koncertov po klubih in festivalih doma in na tujem, kjer so nastopili na Češkem, Madžarskem, v Ukrajini, Nemčiji, Avstriji, Italiji in na Hrvaškem. Trio je bil med drugim predskupina Dopelord, Kvelertak, Yawning Man, Philm  feat. Dave Lombardo, Nebula, Stoner Kebab, Lambda, Suzi Soprano, Britof in Omega Sun.

## Zasedba

### Člani
- Jure Gašper - baritonska el. kitara
- Jan Kozlevčar - el. kitara
- Jure Kolšek - bobni

### Bivši člani
- Rok Večerin-Wuko - bobni (2013 - 2014)

- Domen Urh - bobni (2014 - 2017)
- Jan Prosen - bobni (2017 - 2018)
- Nik Jurak Uštar - bobni (2018)
- Mato Šetinc - bobni (2019)

### Nevidni člani
- Pendeho - bas kitara (∞)

## Diskografija

### Demo
- Finese in blat je demo posnetek skupine Jegulja. Izdan je bil 1.oktobra 2014 v samozaložbi.

| Št.             | Naslov                              | Dolžina |
| --------------- | ----------------------------------- | ------- |
| 1.              | „Wig Pigs‟                          | 8:40    |
| 2.              | „Baby pictures of famous dictators‟ | 5:17    |
| 3.              | „Goatfish‟                          | 6:59    |
| 4.              | „Nord‟                              | 5:28    |
| 5.              | „DarkestLight‟                      | 10:43   |
| Skupna dolžina: | Skupna dolžina:                     | 37:07   |

### Albumi
- Darkest light je prvi studijski album skupine Jegulja. Izdan je bil 15. januarja 2017 v samozaložbi. Album je bil 2017 na portalu 24ur.com izbran za slovenski naj album leta.[2]

| Št.             | Naslov                      | Dolžina |
| --------------- | --------------------------- | ------- |
| 1.              | „helmut's brainwave‟        | 03:48   |
| 2.              | „hmm?!‟                     | 05:20   |
| 3.              | „darkest light‟             | 10:50   |
| 4.              | „foot in the shit‟          | 03:38   |
| 5.              | „nord‟                      | 05:58   |
| 6.              | „i want to be number three‟ | 07:28   |
| 7.              | „trumpet in the trench‟     | 08:35   |
| 8.              | „wig pigs‟                  | 09:04   |
| Skupna dolžina: | Skupna dolžina:             | 54:41   |

- Exit Sandman je drugi studijski album skupine Jegulja. Izdan je bil 15. marca 2020 v samozaložbi.

| Št.             | Naslov                         | Dolžina |
| --------------- | ------------------------------ | ------- |
| 1.              | „Evil Tongue‟                  | 03:24   |
| 2.              | „Exit Sandman‟                 | 06:04   |
| 3.              | „Main Menu‟                    | 04:18   |
| 4.              | „Retarded Nation‟              | 07:05   |
| 5.              | „Elf Scent‟                    | 05:47   |
| 6.              | „Self-Destructive Satan (SDS)‟ | 06:08   |
| 7.              | „Amber Eyes‟                   | 04:05   |
| Skupna dolžina: | Skupna dolžina:                | 36:51   |

#### Recenzije nastopov
- Nastop z Dopelord: https://rockonnet.com/2018/03/dopelord-in-jegulja-v-ortu-ali-vecer-v-meglicah-taksnih-in-drugacnih/
- Nastop z Nebula: https://rockonnet.com/2019/10/jegulja-nebula-dvojni-odmerek-katarzicne-zadimljenosti/
- Nastop z Ambra: https://rockonnet.com/2017/02/jegulja-ambra-o-glasbi-brez-glasu-a-s-hrbtenico/

#### Intervjuji
- https://rockonnet.com/2017/03/jegulja-alternativa-kot-garanje-ne-fashion-statement/
- https://www.sigic.si/disciplina-na-sirokopasovnici.html
- https://www.sigic.si/iz-moje-poslusalnice-jan-kozlevcar.html